# Phare de Ramsgate
Le phare de Ramsgate est un phare de port situé au bout de la jetée est du port de Ramsgate, dans le comté de Kent en Angleterre. Il a remplacé le vieux phare de Dungeness. Ce phare est géré par l'autorité portuaire.

## Histoire
Le phare actuel a été construit en 1842 à l'extrémité du brise-lames pour remplacer une tour en bois datant de 1783. Cette nouvelle tour a été construite par John Shaw, qui fut également le responsable de la construction d'une grande partie du port de Ramsgate. Sa conception a été réellement conçu par le célèbre concepteur de phare John Smeaton, qui a été responsable de la première construction du phare d'Eddystone.
La tour est construite en pierre locale et reste non peinte. Une inscription latine autour de la galerie se lit « PERFUGIUM : MISERIS », qui se traduit approximativement par « Refuge pour les malheureux ». Elle soutient une lanterne rouge comparable aux lanternes de conception Smeaton, à Shoreham.
Ce feu avait été construit à l'origine pour marquer l'entrée du petit port de la ville. Maintenant Port of Ramsgate (en) s'est agrandi et le phare de 11 m de haut se trouve presque au milieu de tout le site. La lumière émise est un feu continu qui peut passer de Rouge à Vert. Il indique si la marée est suffisamment élevée pour pénétrer dans le port. D'autres lumières ont été installées pour marquer les murs de blocs plus récents qui s'étendent beaucoup plus loin en mer pour l'entrée des plus grands ferrys.
Identifiant : ARLHS : ENG-241 - Amirauté : A0957.1 - NGA : 1348 .
|                   |
| Jetée de Ramsgate |

|                  |
| Port de Ramsgate |

### Lien connexe
- Liste des phares en Angleterre